# Siegfried Fricke
Siegfried Fricke, född den 19 november 1954 i Bralorne i Kanada, är en västtysk roddare.
Han tog OS-brons i fyra utan styrman i samband med de olympiska roddtävlingarna 1976 i Montréal.